# تپه علی گرده
تپه علی گرده مربوط به دوره ایلخانی است و در شهرستان تکاب، بخش تخت سلیمان، دهستان ساروق، روستای نبی‌کندی واقع شده است. این اثر در تاریخ ۳۰ دی ۱۳۸۵ با شمارهٔ ثبت ۱۶۸۱۴ به عنوان یکی از آثار ملی ایران به ثبت رسیده است.